# Ivory (アルバム)
『Ivory』（アイボリー）は、今井美樹初のベスト・アルバム。1989年12月6日発売。発売元はフォーライフ・レコード（現・フォーライフミュージックエンタテイメント）。

## 概要
2枚目のシングル「野性の風」から最新シングル「瞳がほほえむから」までの楽曲と、アルバム『femme』から『MOCHA』までに収録された楽曲の中からセレクトされている。
選曲は今井の意向により、デビュー曲「黄昏のモノローグ」、3枚目のシングル「静かにきたソリチュード」が未収録となっている。
今井は後日、「『オレンジの河』（1枚目のアルバム『femme』に収録）はこのアルバムの選曲では異色であると思ったが、自分にとって思い入れのある曲でどうしても収録したかったので選曲した」とコメントしている。

## チャート成績
オリコンアルバムチャートでの最高位は5位であるが、100週以上に及びチャートインするロングヒットとなった。累計売上は150万枚を超え、初のミリオンセラーを記録した。

## ディスクジャケット
初回プレス盤30万枚は三方背BOX仕様で、1990年度カレンダーになっているアルバムのディスコグラフィー掲載写真集が封入された。なお、初回盤と通常盤ではジャケットが異なる。

## 収録曲

### CD
| #         | タイトル                                             | 作詞      | 作曲      | 編曲      | 時間  |
| --------- | ---------------------------------------------------- | --------- | --------- | --------- | ----- |
| 1.        | 「夏をかさねて」                                     | 佐藤純子  | 柿原朱美  | 佐藤準    | 6:49  |
| 2.        | 「とっておきの朝を」                                 | 今井美樹  | 山梨鐐平  | 佐藤準    | 3:59  |
| 3.        | 「ポールポジション」                                 | 戸沢暢美  | 中崎英也  | 佐藤準    | 4:49  |
| 4.        | 「彼女とTIP ON DUO」                                 | 秋元康    | 上田知華  | 佐藤準    | 3:55  |
| 5.        | 「オレンジの河」                                     | 小林和子  | 中崎英也  | 佐藤準    | 4:21  |
| 6.        | 「キスより吐息より」                                 | 戸沢暢美  | 佐藤準    | 佐藤準    | 4:58  |
| 7.        | 「野性の風」(Album Remix)                            | 川村真澄  | 筒美京平  | 久石譲    | 5:08  |
| 8.        | 「Boogie-Woogie Lonesome High-Heel」(Single Version) | 戸沢暢美  | 上田知華  | 佐藤準    | 4:02  |
| 9.        | 「ふたりでスプラッシュ」                             | 戸沢暢美  | 武部聡志  | 武部聡志  | 4:59  |
| 10.       | 「空に近い週末」                                     | 戸沢暢美  | 柿原朱美  | 武部聡志  | 5:05  |
| 11.       | 「elfin」                                            | 今井美樹  | 山崎透    | 佐藤準    | 3:24  |
| 12.       | 「地上に降りるまでの夜」                             | 岩里祐穂  | 柿原朱美  | 佐藤準    | 6:24  |
| 13.       | 「ひとりでX'mas」                                    | 今井美樹  | 今井美樹  | 佐藤準    | 4:13  |
| 14.       | 「瞳がほほえむから」(Album Version)                  | 岩里祐穂  | 上田知華  | 佐藤準    | 5:21  |
| 合計時間: | 合計時間:                                            | 合計時間: | 合計時間: | 合計時間: | 67:27 |

## 曲解説
1. 夏をかさねて
  - 3rdアルバム『Bewith』に収録。
2. とっておきの朝を
  - 『Bewith』に収録。
3. ポールポジション
  - 2ndアルバム『elfin』に収録。
4. 彼女とTIP ON DUO
  - 4thシングル。資生堂'88秋のキャンペーンソング。アルバム初収録。
5. オレンジの河
  - 1stアルバム『femme』に収録。
6. キスより吐息より
  - 『Bewith』に収録。シングル「彼女とTIP ON DUO」カップリング曲。
7. 野性の風（Album Remix）
  - 『elfin』収録。2ndシングルのリミックス楽曲。
8. Boogie-Woogie Lonesome High-Heel（Single Version）
  - 5thシングル。シングル・バージョンはアルバム初収録。
9. ふたりでスプラッシュ
  - 『elfin』に収録。
10. 空に近い週末
  - シングル「Boogie-Woogie Lonesome High-Heel」カップリング曲。朝日生命CMソング。アルバム初収録。
11. elfin
  - 『elfin』に収録。3rdシングル「静かにきたソリチュード」カップリング曲。
12. 地上に降りるまでの夜
  - 『MOCHA』に収録。
13. ひとりでX'mas
  - 特別企画アルバム『fiesta』に収録。
14. 瞳がほほえむから（Album Version）
  - 6thシングルのアルバム・バージョン。日本テレビ系『水曜グランドロマン』主題歌。